# نظرية المعرفة الحاسوبية
نظرية المعرفة الحاسوبية هي فرع من فروع نظرية المعرفة الرسمية التي تدرس التعقيد الجوهري للمشاكل الاستقرائية للعوامل المثالية والمحدودة حسابيًا. باختصار، تمثل نظرية المعرفة الحاسوبية بالنسبة للاستقراء ما تمثله النظرية العودية بالنسبة للاستنباط. وقد تم تطبيقها على مشاكل في فلسفة العلوم.